# Rumeni dren
Rumeni dren (znanstveno ime Cornus mas) je nizko listopadno drevo iz družine drenovk.

## Opis
Rumeni dren je drevo, ki zraste od 6 do 8 metrov visoko in ima rjavo rumenkasto skorjo na deblu in rdeče rjavo skorjo na vejah. Listi so enostavni in jajčasti z ravnim robom. Na veje so nameščeni nasprotno. Zgornja stran listov je gladka, spodnja pa dlakava in svetlejših odtenkov. 
Cvetovi so, kot že slovensko ime pove, rumene barve. Dvospolni cvetovi so združeni v kobule. Drevo cveti še preden se olista, iz oplojenih cvetov pa se razvijejo škrlatno rdeči koščičasti sadeži elipsaste oblike - drnulje. Plodovi so užitni in imajo prijeten in kiselkast okus. Znotraj plodu je seme s trdo lupino.
Rumeni dren se razmnožuje s semeni, lahko pa tudi s potaknjenci.

## Razširjenost in uporabnost
Rumeni dren najbolje uspeva na apnenih tleh v zmernem podnebju. Razširjen je od srednje vzhodne Evrope vse do Male Azije. Latinsko ime je rod dobil po izjemno trdem in žilavem lesu, ki naj bi bil trd kot rog (cornus).
Prav zaradi trpežnosti lesa so iz rumenega drena v preteklosti izdelovali predmete, ki so morali biti trpežni. Iz drena so tako izdelovali napere za kolesa, zobe za grablje in podobne stvari.
Iz olja, ki so ga pridobivali iz semena so izdelovali milo, uporabljali pa so ga tudi za razsvetljavo. Skorja drevesa vsebuje tudi veliko taninov, ki so jih uporabljali za barvanje.
V vrtovih je uporaben kot samostojen grm pa tudi za žive meje. Te so zelo goste in trpežne, tudi neolistane nudijo zaščito pred pogledi. Kljub obrezovanju grm vedno cveti. V njem rade spletajo gnezda ptice.

## Zdravilnost
Plodovi drena - drnulje, so primerni za izdelavo marmelad, sokov in za namakanje v žganje. Iz listov in lubja se pripravlja čaj, ki je ugodno vpliva na ščitnico, daje ji občutek toplote, ta zoži vene, zato se izboljša cirkulacija in z njo tudi delovanje vseh žlez in organov. Liste za čaj nabiramo na sončen dan in jih posušimo.
Čaj je primeren tudi za zalivanje rastlin na vrtu. Ugodno vpliva na rast, cvetenje in povečan pridelek.